# Hypselodoris babai
Hypselodoris babai is een slakkensoort uit de familie van de Chromodorididae. De wetenschappelijke naam van de soort is voor het eerst geldig gepubliceerd in 2000 door Gosliner & Behrens.